# Rhytiphora rubeta
Rhytiphora rubeta là một loài bọ cánh cứng trong họ Cerambycidae.